# Radioactivité γ
Les désintégrations γ sont souvent produites en même temps que d'autres formes de radiations comme les désintégrations α et β. Quand un noyau émet une particule alpha ou bêta, il se retrouve souvent dans un état excité. Il peut alors redescendre vers un niveau de moindre énergie en émettant un rayon gamma de la même façon qu'un électron atomique peut descendre de niveau d'énergie en émettant un photon ultraviolet.
Un exemple de production de rayon gamma.
Le cobalt 60 se transforme en nickel 60* (donc avec un noyau excité) par une désintégration bêta :
{\displaystyle {}^{60}{\hbox{Co}}\;\to \;^{60}{\hbox{Ni*}}\;+\;e^{-}\;+\;{\overline {\nu }}_{e}}
Puis le nickel 60* retombe à l'état fondamental en émettant deux photons gamma :
{\displaystyle {}^{60}{\hbox{Ni*}}\;\to \;^{60}{\hbox{Ni}}\;+2\;\gamma }
Les rayons gamma, les rayons X, les UV et la lumière visible sont chacun une forme de rayonnement électromagnétique, différenciés simplement par leur fréquence, et donc l'énergie de leurs photons ; les rayons gamma ont la fréquence la plus élevée, la longueur d'onde la plus courte, et sont donc les plus énergétiques des rayonnements électromagnétiques.

## Histoire
La radioactivité γ a été découverte en 1900 par Paul Villard, à la suite de son observation de rayonnements radioactifs non déviés dans un champ magnétique et 160 fois plus pénétrants que les rayons β.